# Czinar
Czinar (ros. Чинар) – wieś w Rosji, w Dagestanie, w rejonie derbenckim, siedziba władz sielsowietu Czinar. Według spisu powszechnego z 2010 liczyła 5227 mieszkańców.
W Czinarze urodził się Rustam Muradow, generał porucznik Sił Zbrojnych Federacji Rosyjskiej.